# تطعيم بالبرعم
التغدية بالبرعم هو أحد طرق تطعيم الأشجار المثمرة.
يتم بوضع برعم كامن تام النمو في شق تحت قشرة الأصل يكون على شكل T ويلف بواسطة رباط محكم. و بمرور الوقت فتتكون أنسجة البرعم الأصل ويبدأ بالتطور ثم تقص فروع البرعم كي يحول الغذاء إلى البرعم ويتطور بسرعة زائدة ويتم ذلك في الربيع.

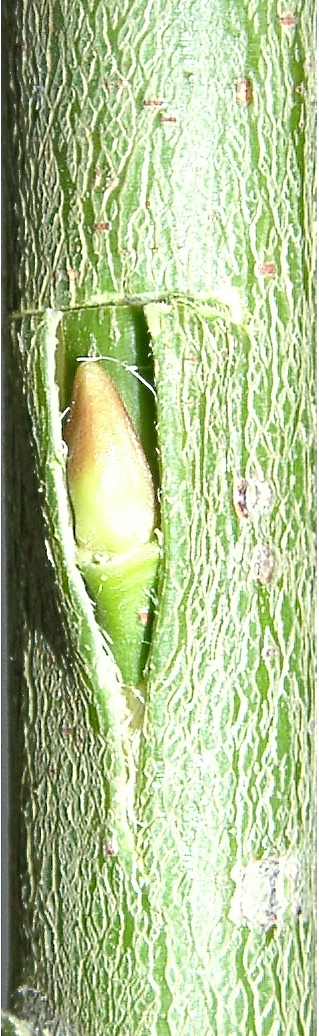
التطعيم بالبرعم